# I Scare Myself (Thomas Dolby)
I Scare Myself is een single van Thomas Dolby uit 1984.
Het is een cover versie van Dan Hicks and His Hot Licks uit 1969. Het nummer verscheen op zijn tweede album: The flat earth (1984).

## Hitnotering

### Nederlandse Top 40
| Positie: | 37 | 26 | 24 | 25 | 32 | uit |

### NederlandseMega top 50
| Positie: | 35 | 27 | 26 | 38 | 42 | 47 | uit |

### NPO Radio 2 Top 2000
| Nummer met noteringen in de NPO Radio 2 Top 2000 | '99  | '00 | '01  | '02  | '03  | '04  | '05  | '06  | '07  | '08  |
| ------------------------------------------------ | ---- | --- | ---- | ---- | ---- | ---- | ---- | ---- | ---- | ---- |
| I Scare Myself                                   | 1100 | 987 | 1649 | 1244 | 1578 | 1521 | 1759 | 1976 | 1963 | 1717 |

1. ↑  Een vetgedrukt getal geeft de hoogste notering aan.
2. ↑  Deze tabel is bijgewerkt tot en met de laatste editie (2024).